# Lachapelle (Meurthe e Mosella)
Lachapelle è un comune francese di 256 abitanti situato nel dipartimento della Meurthe e Mosella nella regione del Grand Est.

## Società

### Evoluzione demografica
Abitanti censiti